# E-mail marketing
E-mail marketing – forma marketingu bezpośredniego wykorzystująca pocztę elektroniczną jako narzędzie komunikacji. Obejmuje ona analizowanie, planowanie, realizację i kontrolę takich procesów jak:
- tworzenie i rozbudowa baz adresów e-mail
- zarządzanie bazami adresów e-mail
- przygotowywanie treści oraz kreacji wiadomości e-mail
- wysyłka wiadomości e-mail
- obsługa informacji zwrotnych
- tworzenie schematów komunikacji wykorzystującej pocztę elektroniczną.

Do podstawowych zadań e-mail marketingu zalicza się budowę lojalności konsumenckiej, tworzenie określonych relacji z odbiorcami, budowę pożądanego wizerunku firmy bądź organizacji, sprzedaż. Najpopularniejszymi narzędziami e-mail marketingu są: newsletter firmowy, biuletyn wewnętrzny, dzienniki elektroniczne, reklamy w wiadomościach e-mail.
E-mail marketing nawiązuje do koncepcji permission marketingu, zgodnie z którą odbiorca komunikatu marketingowego powinien wyrazić zgodę na jego otrzymywanie. W przeciwnym razie e-mail marketing przeradza się w spam.
E-mail marketing w Polsce w roku 2018 miał około 3 proc. udziału w całkowitym rynku reklamy internetowej.
Najważniejsze działania marketingowe, w których wykorzystywany jest e-mail marketing:
- programy lojalnościowe
- promocje konsumenckie
- badania marketingowe
- działania public relations
- relacje inwestorskie
- komunikacja wewnętrzna.

Najważniejsze wskaźniki, które oceniają wyniki e-mail marketingu to OR (ang. open rate) oraz CTR (ang. click-through rate). OR, czyli otwieralność pokazuje jaki procent użytkowników otworzyło wiadomość, natomiast CTR, czyli klikalność informuje jaki procent użytkowników, którzy otworzyli wiadomość, kliknęli w jej zawartość.